# Campionato nordamericano maschile under 21 di pallavolo 2012
Il Campionato nordamericano maschile under 21 di pallavolo 2012 si è svolto dal 27 agosto al 1º settembre a Colorado Springs, negli Stati Uniti d'America: al torneo hanno partecipato otto squadre nazionali Under-21 nordamericane e la vittoria finale è andata per la seconda volta consecutiva agli Stati Uniti.

## Impianti
|                                                                                   |  |  |
|                                                                                   |  |  |
| Olympic Training Center Città: Colorado Springs Capienza: - Anno d'apertura: 1978 |  |  |

## Regolamento

### Formula
Le squadre hanno disputato una prima fase a gironi con formula del girone all'italiana; al termine della prima fase:
- Le prime tre classificate di ogni girone hanno acceduto alla fase finale per il primo posto, strutturata in quarti di finale, a cui hanno partecipato solo le seconde e le terze classificate, semifinali, finale per il terzo posto e finale.
- Le quarte classificate di ogni girone e le due eliminate ai quarti di finale della fase finale per il primo posto hanno acceduto alla fase finale per il quinto posto, strutturata in semifinale, finale per il settimo posto e finale per il quinto posto.

### Criteri di classifica
Se il risultato finale è stato di 3-0 sono stati assegnati 5 punti alla squadra vincente e 0 a quella sconfitta, se il risultato finale è stato di 3-1 sono stati assegnati 4 punti alla squadra vincente e 1 a quella sconfitta, se il risultato finale è stato di 3-2 sono stati assegnati 3 punti alla squadra vincente e 2 a quella sconfitta.
L'ordine del posizionamento in classifica è stato definito in base a:
- Numero di partite vinte;
- Punti;
- Ratio dei set vinti/persi;
- Ratio dei punti realizzati/subiti;
- Risultati degli scontri diretti.

## Squadre partecipanti
| Squadra                   | Qualificazione      | Ultima partecipazione |
| ------------------------- | ------------------- | --------------------- |
| Canada                    | -                   | Canada 2010           |
| Curaçao                   | -                   | ?                     |
| Guatemala                 | -                   | Canada 2010           |
| Honduras                  | -                   | Canada 2010           |
| Messico                   | -                   | Canada 2010           |
| Porto Rico                | -                   | Canada 2010           |
| Saint Vincent e Grenadine | -                   | ?                     |
| Stati Uniti               | Paese organizzatore | Canada 2010           |

## Torneo

### Fase a gironi
| Girone A                  | Girone B   |
| ------------------------- | ---------- |
| Honduras                  | Canada     |
| Messico                   | Curaçao    |
| Saint Vincent e Grenadine | Guatemala  |
| Stati Uniti               | Porto Rico |

#### Girone A

##### Risultati
| 27 agosto 2012 Olympic Training Center, Colorado Springs Durata: 1h:00 - Spettatori: 75  | Messico     | 3 - 0 | Saint Vincent e Grenadine | 25-7, 25-10, 25-15  |
| 27 agosto 2012 Olympic Training Center, Colorado Springs Durata: 0h:54 - Spettatori: 220 | Stati Uniti | 3 - 0 | Honduras                  | 25-12, 25-12, 25-16 |
| 28 agosto 2012 Olympic Training Center, Colorado Springs Durata: 1h:16 - Spettatori: 75  | Messico     | 3 - 0 | Honduras                  | 25-15, 25-24, 25-14 |
| 28 agosto 2012 Olympic Training Center, Colorado Springs Durata: 0h:50 - Spettatori: 150 | Stati Uniti | 3 - 0 | Saint Vincent e Grenadine | 25-8, 25-8, 25-9    |
| 29 agosto 2012 Olympic Training Center, Colorado Springs Durata: 1h:02 - Spettatori: 70  | Honduras    | 3 - 0 | Saint Vincent e Grenadine | 25-17, 25-11, 25-20 |
| 29 agosto 2012 Olympic Training Center, Colorado Springs Durata: 1h:16 - Spettatori: 250 | Stati Uniti | 3 - 0 | Messico                   | 25-18, 25-18, 25-20 |

##### Classifica
| Pos | Squadra                   | Pt | G | V | P | SV  | SP  | Ratio | PF | PS | Ratio |
| --- | ------------------------- | -- | - | - | - | --- | --- | ----- | -- | -- | ----- |
| 1   | Stati Uniti               | 15 | 3 | 3 | 0 | 225 | 121 | 1.860 | 9  | 0  | MAX   |
| 2   | Messico                   | 10 | 3 | 2 | 1 | 207 | 160 | 1.294 | 6  | 3  | 2.000 |
| 3   | Honduras                  | 5  | 3 | 1 | 2 | 168 | 199 | 0.844 | 3  | 6  | 0.500 |
| 4   | Saint Vincent e Grenadine | 0  | 3 | 0 | 3 | 105 | 225 | 0.467 | 0  | 9  | 0.000 |

#### Girone B

##### Risultati
| 27 agosto 2012 Olympic Training Center, Colorado Springs Durata: 1h:13 - Spettatori: 100 | Porto Rico | 3 - 0 | Curaçao    | 27-25, 25-13, 25-23        |
| 27 agosto 2012 Olympic Training Center, Colorado Springs Durata: 1h:01 - Spettatori: 110 | Canada     | 3 - 0 | Guatemala  | 25-15, 25-13, 25-21        |
| 28 agosto 2012 Olympic Training Center, Colorado Springs Durata: 1h:01 - Spettatori: 50  | Canada     | 3 - 0 | Curaçao    | 25-13, 25-7, 25-22         |
| 28 agosto 2012 Olympic Training Center, Colorado Springs Durata: 1h:09 - Spettatori: 120 | Porto Rico | 3 - 0 | Guatemala  | 25-20, 25-19, 25-20        |
| 29 agosto 2012 Olympic Training Center, Colorado Springs Durata: 1h:21 - Spettatori: 75  | Guatemala  | 3 - 1 | Curaçao    | 25-14, 23-25, 25-19, 25-18 |
| 29 agosto 2012 Olympic Training Center, Colorado Springs Durata: 1h:34 - Spettatori: 150 | Canada     | 3 - 1 | Porto Rico | 25-13, 25-15, 28-30, 25-12 |

##### Classifica
| Pos | Squadra    | Pt | G | V | P | SV  | SP  | Ratio | PF | PS | Ratio |
| --- | ---------- | -- | - | - | - | --- | --- | ----- | -- | -- | ----- |
| 1   | Canada     | 14 | 3 | 3 | 0 | 253 | 161 | 1.571 | 9  | 1  | 9.000 |
| 2   | Porto Rico | 11 | 3 | 2 | 1 | 222 | 223 | 0.996 | 7  | 3  | 2.333 |
| 3   | Guatemala  | 4  | 3 | 1 | 2 | 206 | 226 | 0.912 | 3  | 7  | 0.429 |
| 4   | Curaçao    | 1  | 3 | 0 | 3 | 179 | 250 | 0.716 | 1  | 9  | 0.111 |

### Fase finale

#### Finali 1º e 3º posto
|  | Quarti     | Quarti      |             |            | Semifinali         | Semifinali         |  |  | Finale 1º/2º posto | Finale 1º/2º posto |
|  |            |             |             |            |                    |                    |  |  |                    |                    |
|  |            |             |             |            |                    |                    |  |  |                    |                    |
|  |            |             |             |            |                    |                    |  |  |                    |                    |
|  | -          | -           |             |            |                    |                    |  |  |                    |                    |
|  | -          | -           |             |            |                    |                    |  |  |                    |                    |
|  | -          | -           |             |            |                    |                    |  |  |                    |                    |
|  | -          | -           | Canada      | 3          |                    |                    |  |  |                    |                    |
|  |            |             | Canada      | 3          |                    |                    |  |  |                    |                    |
|  |            | Messico     | 1           |            |                    |                    |  |  |                    |                    |
|  | Messico    | Messico     | 1           | 3          |                    |                    |  |  |                    |                    |
|  | Messico    |             |             | 3          |                    |                    |  |  |                    |                    |
|  | Guatemala  | 0           |             |            |                    |                    |  |  |                    |                    |
|  | Guatemala  | 0           | Canada      | 1          |                    |                    |  |  |                    |                    |
|  |            |             | Canada      | 1          |                    |                    |  |  |                    |                    |
|  |            | Stati Uniti | 3           |            |                    |                    |  |  |                    |                    |
|  | -          | Stati Uniti | 3           | -          |                    |                    |  |  |                    |                    |
|  | -          |             |             | -          |                    |                    |  |  |                    |                    |
|  | -          | -           |             |            |                    |                    |  |  |                    |                    |
|  | -          | -           | Stati Uniti | 3          | Finale 3º/4º posto | Finale 3º/4º posto |  |  |                    |                    |
|  |            |             | Stati Uniti | 3          | Finale 3º/4º posto | Finale 3º/4º posto |  |  |                    |                    |
|  |            | Porto Rico  | 0           |            |                    |                    |  |  |                    |                    |
|  | Porto Rico | Porto Rico  | 0           | 3          | Messico            | 3                  |  |  |                    |                    |
|  | Porto Rico |             |             | 3          | Messico            | 3                  |  |  |                    |                    |
|  | Honduras   | 0           |             | Porto Rico | 0                  |                    |  |  |                    |                    |
|  | Honduras   | 0           |             |            | 0                  |                    |  |  |                    |                    |
|  |            |             |             |            |                    |                    |  |  |                    |                    |
|  |            |             |             |            |                    |                    |  |  |                    |                    |

##### Quarti di finale
| 30 agosto 2012 Olympic Training Center, Colorado Springs Durata: 1h:03 - Spettatori: 70  | Porto Rico | 3 - 0 | Honduras  | 25-16, 25-16, 25-11 |
| 30 agosto 2012 Olympic Training Center, Colorado Springs Durata: 1h:19 - Spettatori: 140 | Messico    | 3 - 0 | Guatemala | 25-23, 25-17, 25-23 |

##### Semifinali
| 31 agosto 2012 Olympic Training Center, Colorado Springs Durata: 1h:39 - Spettatori: 150 | Canada      | 3 - 1 | Messico    | 25-17, 25-18, 26-26, 25-21 |
| 31 agosto 2012 Olympic Training Center, Colorado Springs Durata: 1h:09 - Spettatori: 210 | Stati Uniti | 3 - 0 | Porto Rico | 25-15, 25-16, 25-20        |

##### Finale 3º posto
| 1º settembre 2012 Olympic Training Center, Colorado Springs Durata: 1h:11 - Spettatori: 180 | Messico | 3 - 0 | Porto Rico | 25-12, 25-21, 25-16 |

##### Finale
| 1º settembre 2012 Olympic Training Center, Colorado Springs Durata: 1h:38 - Spettatori: 0 | Canada | 1 - 3 | Stati Uniti | 24-26, 17-25, 25-23, 21-25 |

#### Finali 5º e 7º posto
|  | semifinali                | semifinali                | semifinali |          |           | finale 5º posto           | finale 5º posto           | finale 5º posto |  |
|  |                           |                           |            |          |           |                           |                           |                 |  |
|  | Saint Vincent e Grenadine | Saint Vincent e Grenadine | 0          |          |           |                           |                           |                 |  |
|  | Saint Vincent e Grenadine | Saint Vincent e Grenadine | 0          |          |           |                           |                           |                 |  |
|  | Guatemala                 | Guatemala                 | 3          |          |           |                           |                           |                 |  |
|  | Guatemala                 | Guatemala                 | 3          |          | Guatemala | Guatemala                 | 3                         |                 |  |
|  |                           |                           |            |          | Guatemala | Guatemala                 | 3                         |                 |  |
|  |                           |                           | Honduras   | Honduras | 2         |                           |                           |                 |  |
|  | Curaçao                   | Curaçao                   | Honduras   | Honduras | 2         | 1                         |                           |                 |  |
|  | Curaçao                   | Curaçao                   |            |          |           | 1                         |                           |                 |  |
|  | Honduras                  | Honduras                  | 3          |          |           | finale 7º posto           | finale 7º posto           | finale 7º posto |  |
|  | Honduras                  | Honduras                  | 3          |          |           |                           |                           |                 |  |
|  |                           |                           |            |          |           |                           |                           |                 |  |
|  |                           |                           |            |          |           | Saint Vincent e Grenadine | Saint Vincent e Grenadine | 0               |  |
|  |                           |                           |            |          |           | Saint Vincent e Grenadine | Saint Vincent e Grenadine | 0               |  |
|  |                           |                           |            |          |           | Curaçao                   | Curaçao                   | 3               |  |

##### Semifinali
| 31 agosto 2012 Olympic Training Center, Colorado Springs Durata: 0h:57 - Spettatori: 70  | Saint Vincent e Grenadine | 0 - 3 | Guatemala | 12-25, 16-25, 16-25        |
| 31 agosto 2012 Olympic Training Center, Colorado Springs Durata: 1h:43 - Spettatori: 175 | Curaçao                   | 1 - 3 | Honduras  | 27-25, 19-25, 25-27, 19-25 |

##### Finale 7º posto
| 1º settembre 2012 Olympic Training Center, Colorado Springs Durata: 1h:58 - Spettatori: 110 | Saint Vincent e Grenadine | 0 - 3 | Curaçao | 11-25, 16-25, 19-25 |

##### Finale 5º posto
| 1º settembre 2012 Olympic Training Center, Colorado Springs Durata: 1h:48 - Spettatori: 70 | Guatemala | 3 - 1 | Honduras | 25-18, 20-25, 25-20, 24-26, 15-9 |

## Classifica finale
| Pos     | Squadra                   | Rosa |
| ------- | ------------------------- | --- |
| Oro     | Stati Uniti               | Formazione: 3 Christenson, 4 Ensbury, 5 Guessous, 6 Henchy, 8 Olson, 9 Patch, 10 Petty, 11 Rhein, 14 Shaw, 16 Tarantino, 17 West, 18 White, CT: Hanson         |
| Argento | Canada                    | Formazione: 2 Groenveld, 3 Ireland, 4 Mckay, 5 Maar, 6 Bell, 7 Nelson, 8 Koslowsky, 9 Demyanenko, 11 Sedore, 12 Barnes, 16 Nikic, 17 Russell, CT: Preston      |
| Bronzo  | Messico                   | Formazione: 1 Ponce, 2 Rincón, 3 Pérez, 4 González, 5 Perales, 6 Limón, 7 Mendoza, 8 Rodríguez, 9 Balán, 10 Duarte, 11 Martínez, 12 López, CT: Arias           |
| 4       | Porto Rico                | Formazione: 1 Rohena, 2 Fernández, 3 Bertrán, 5 Nieves, 6 Torres, 7 Martínez, 8 Romero, 9 Vélez, 11 Acosta, 12 Rivera, 14 Negrón, 16 Llinas, CT: Hernández     |
| 5       | Guatemala                 | Formazione: 1 Duarte, 2 Araujo, 3 Franco, 4 Acevedo, 5 González, 6 Cardona, 7 Alvarado, 8 Ovalle, 9 Leon, 10 Vásquez, 12 Chinchilla, 13 Colindres, CT: Chávez  |
| 6       | Honduras                  | Formazione: 2 Maradiaga, 3 J. Vásquez, 4 Chávez, 5 Padilla, 6 Girbal, 7 Massu, 8 Watler, 9 Alley, 10 R. Vásquez, 11 Sabio, 12 Gómez, 18 Panchame, CT: Martínez |
| 7       | Curaçao                   | Formazione: 1 Marchena, 2 N. Mota, 3 Meulens, 4 Alias, 5 E. Mota, 6 Quinten, 7 Gabriel, 8 Alexander, 9 Sambo, 10 Olaria, 11 Macolonie, 12 Angela, CT: Paulina  |
| 8       | Saint Vincent e Grenadine | Formazione: 1 Franklyn, 2 Cupid, 3 Dasouza, 4 Small, 5 Samuel, 6 Edwards, 7 Nedd, 8 Dublin, 9 Butler, 10 Solomon, CT: Burke                                    |

|  |  |  | Qualificate al campionato mondiale 2013 |

## Premi individuali
| Premio                | Nome              | Squadra     |
| --------------------- | ----------------- | ----------- |
| MVP                   | Benjamin Patch    | Stati Uniti |
| Miglior realizzatore  | Gerardo González  | Guatemala   |
| Miglior attaccante    | Danny Demyanenko  | Canada      |
| Miglior muro          | Alexander Russell | Canada      |
| Miglior servizio      | Gregory Petty     | Stati Uniti |
| Miglior palleggiatore | Micah Christenson | Stati Uniti |
| Miglior ricevitore    | Luis Bertrán      | Porto Rico  |
| Miglior difesa        | José Mendoza      | Messico     |
| Miglior libero        | José Mendoza      | Messico     |